# Hamelwörden
Hamelwörden ist ein Ortsteil der Gemeinde Wischhafen in der Samtgemeinde Nordkehdingen im niedersächsischen Landkreis Stade.

## Geographie
Der Ort liegt nördlich des Hauptortes Wischhafen an der Landesstraße L 111. Südlich des Ortes verläuft die B 495, östlich fließt die Elbe und südlich die Wischhafener Süderelbe.

## Baudenkmale
In der Liste der Baudenkmale in Wischhafen sind für Hamelwörden elf Baudenkmale aufgeführt, darunter
- die St. Dionysius-Kirche Hamelwörden, eine langgestreckte Saalkirche mit polygonaler Ostapsis und
- ein Gefallenendenkmal (Stader Straße 320) südlich der St. Dionysius-Kirche. Auf drei großen Findlingen, errichtet um 1920, stehen die Namen der Gefallenen von Hamelwörden des Ersten Weltkriegs. Ein kleinerer Findling mit drei namentlich genannten Gefallenen des Zweiten Weltkriegs wurde nach 1945 ergänzt.